# Seginus
Seginus, eller Gamma Bootis (γ Bootis, förkortat gamma Boo, γ Bu), som är stjärnans Bayerbeteckning, är en blå jättestjärna i stjärnbilden Björnvaktaren. Den befinner sig på ett avstånd av cirka 85 ljusår från solen, tillhör spektralklass A7III och är en variabel stjärna av typen Delta Scuti, med en rotationstid på 1,13 timmar. Dess ljusstyrka varierar inom magnitud 3,02-3,07.

## Nomenklatur
Stjärnans traditionella namn, Seginus (alternativt Segin, Ceginus) är av osäkert ursprung och noterades som Haris i Bečvář. Seginus kommer möjligen från en latinisering av en arabisk form av det grekiska namnet Theguius på stjärnbilden Björnvaktaren. Haris kommer från det arabiska namnet på stjärnbilden, Al Haris Al Sama, som betyder "vakten". 
År 2016 organiserade internationella astronomiska unionen en arbetsgrupp för stjärnnamn (WGSN)  med uppgift att katalogisera och standardisera egennamn för stjärnor. WGSN fastställde namnet Seginus för denna stjärna den 21 augusti 2016 och det ingår nu i IAU:s Catalog of Star Names.
I stjärnkatalogen i Calendarium of Al Achsasi al Mouakket, betecknas denna stjärna som Menkib al Aoua al Aisr (منكب العواء الأيسر - mankibu l'awwaa'i l'aysar ), som översatts till latin som Humerus Sinister Latratoris, som kan översättas till 'inkastarens vänstra skuldra’.

## Egenskaper
Seginus har identifierats som en dubbelstjärna, i vilket det finns åtminstone en stjärna i nära omloppsbana till en annan stjärna eller två eller fler stjärnor som kretsar kring en central punkt. Stjärnorna kan vara av samma massa, olika massa där en stjärna är starkare än den andra, eller vara i en grupp som kretsar kring en central punkt, som inte nödvändigtvis behöver vara en stjärna.